# 68 (število)
68 (óseminšéstdeset) je naravno število, za katero velja velja 68 = 67 + 1 = 69 - 1.

## V matematiki
- sestavljeno število.
- ne obstaja noben takšen cel x, da bi veljala enačba φ(x) = 68.
- Perrinovo število.
- Veselo število.

## V znanosti
- vrstno število 68 ima erbij (Er).

## Drugo

### Leta
- 468 pr. n. št., 368 pr. n. št., 268 pr. n. št., 168 pr. n. št., 68 pr. n. št.
- 68, 168, 268, 368, 468, 568, 686, 768, 868, 968, 1068, 1168, 1268, 1368, 1468, 1568, 1686, 1768, 1868, 1968, 2068, 2168